# Abrus melanospermus
Abrus melanospermus, vrsta cvjetnice iz porodice mahunarki. Domaće područje ove vrste je tropski i suptropski dio Starog svijeta. Penjačica je i prvenstveno raste u sezonski suhim tropskim biomima. Koristi se kao lijek i za ishranu.
Opisana je u Cat. Hort. Bot. Bogor. 282. 1844.